# Sat.1
Sat.1 je privatna njemačka televizija sa sjedištem u Münchenu (Unterföhring) koja prikazuje vijesti, zabavni program i šport, 24 sata dnevno.

## Povijest
Osnovana je u siječnju 1984. godine, osnivač je bio Leo Kirch. Krenula je u rad jedan dan ranije nego konkurent RTL, kao PKS (njem. Programmgesellschaft für Kabel- und Satellitenrundfunk), prvotno je to bio zajednički projekt nekoliko izdavača, ime je promijenjeno u Sat.1 u siječnju 1985. Prvi prijenos mogli su pratiti samo vlasnici kabelske televizije. U početku program se sastojao od starih filmova iz arhiva KirchMedie, američkih tv-serija i zabavnih emisija. Kasnije je stanica postala poznata po svojim serijama i TV filmovima.
Danas je Sat.1 dio medijske grupacije ProSiebenSat.1.